# Warped Tour
El Warped Tour fue un tour de rock itinerante que recorría Estados Unidos y Canadá cada verano desde 1995 hasta 2019. Fue el festival de música itinerante más grande de Estados Unidosy el festival de música itinerante más largo hasta la fecha en América del Norte. El festival visitó Australia en 1998-2002 y nuevamente en 2013.
Tras el primer Warped Tour, el fabricante de zapatos de skateboard Vans se convirtió en el patrocinador principal del tour, momento en el que pasó a llamarse Vans Warped Tour. Aunque Vans continuó como patrocinador principal y prestó su nombre al festival, otros patrocinadores también participaron, con escenarios u otros aspectos del festival que ocasionalmente llevaban sus nombres.
El Warped Tour fue concebido por Kevin Lyman como un festival de rock alternativo eléctrico, pero luego comenzó a centrarse en la música punk rock.Aunque fue principalmente un festival de punk rock, cubrió diversos géneros a lo largo de los años.

## Warped Hoy
En los últimos años Warped Tour ha acogido alrededor de cien bandas por festival y entre 10.000 y 30.000 espectadores. Las bandas invitadas suelen tocar durante unos 30 minutos en los diez diferentes escenarios que existen, aunque las bandas más importantes (o cabezas de cartel) actúan en los dos escenarios principales del recinto.
Un día normal del Warped Tour dura desde las 11:00 hasta las 19:00, con conciertos ininterrumpidos de bandas tocando a la vez en distintos escenarios y con multitud de otras actividades de ocio y deportivas. La banda más votada por el público tiene derecho a diez minutos más de concierto.
Vans Warped Tour nació siendo un festival de música skate punk, hip hop y ska. En los últimos años el abanico de géneros ha sido mayor: punk, rock pop, rock, hardcore y alternativo.

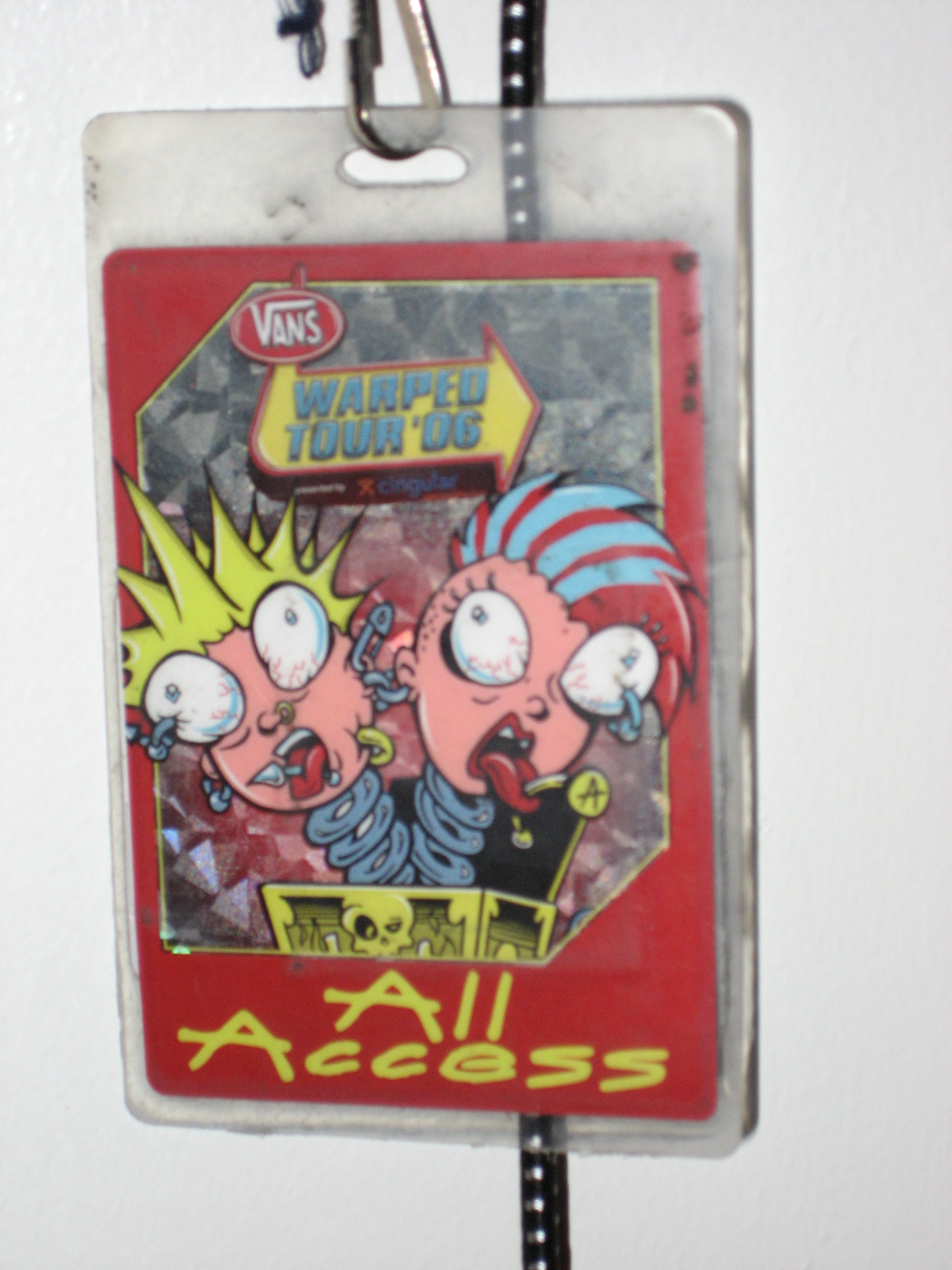
Pase de acceso al Vans Warped Tour de 2006.

En las navidades de 2006, Warped Tour entró en la historia. Recibió el honor de ser el festival musical más longevo actualmente en los Estados Unidos. El Rock and Roll Hall of Fame and Museum de Cleveland decidió conmemorar al Warped Tour después de 12 años de trayecto.

## Historia
El Warped Tour fue creado en 1994 por Kevin Lyman, quien tuvo la idea mientras trabajaba en el programa vacacional de skate y música: Escape Skate Visión y Havoc. El nombre del festival, proviene de la Revista Warp de corta duración, publicada por la editorial Transworld, que cubría temas referentes al surf, el skate, el snowboard y la música.
El festival casi siempre se lleva a cabo en locaciones al aire libre, aunque en algunas ocasiones no ha sido así. En 1996 en Washington D. C., debido a problemas con el lugar donde el evento se celebraría, el espectáculo tuvo que ser trasladado al interior de la discoteca El Salón del Capitolio.
En 1998, la gira se volvió internacional. Se incluyeron por primera vez locaciones en Australia, Japón, Europa y Canadá.
Además de la música, este tour ofrece muchas atracciones, incluyendo un half pipe para los patinadores y ciclistas. El tour también incluye la creación de muchos puestos de un mercado de pulgas. Se tienen tiendas de campaña para cada una de las bandas en las cuales se vende mercancía de la banda, sellos discográficos independientes, editores de revistas, organizaciones sin fines de lucro, y patrocinadores que desean comercializar sus productos a la audiencia de la gira. Muchas de las bandas se retiran a sus tiendas de campaña después de su actuación con el fin de reunirse con los fanes y firmar autógrafos.
En 2006, la gira comenzó la Iniciativa de Eco Warped "(WEI). Formas de la gira ha cambiado desde 2006: Uso de Biodiésel para aprovisionar de combustible los autobuses, desde 2006 la gira se ha reducido en un 30% de la gasolina que utilizaba inicialmente. El tour tiene una etapa solar que está a cargo exclusivamente de la energía solar que alojan 8-10 ejecutantes por la demostración. La oferta gastronómica de la administración ha cambiado a usar platos lavables, y cubiertos. También utilizan maíz compostables, y la patata de fécula sacar cajas. El festival reparte premios gratis a los niños que trabajan como voluntarios para ayudar a reciclar.
A partir de 2009, las dos principales etapas fueron condensados en uno solo y las bandas se les dio 40 minutos de juegos, a diferencia de los tradicionales 30 minutos a través de las dos etapas anteriores. A pesar de esto, la gira decidió traer de vuelta el concepto de dos etapas principales con 35 minutos de juegos en lugar de la gira de 2012 y más allá.
En 2012, el Warped Tour viajó a Londres, la primera vez que el viaje ha dejado de América del Norte desde 1998.
En diciembre de 2013, el Warped Tour regresará a Australia después de una larga ausencia.
"Warped Tour es un lugar para niños adolescentes para ir a escuchar todas sus bandas favoritas en un solo día", dice Rob Pasalic, el guitarrista para el cártel de Saint Alvia. "No tendría sentido que fuera la misma gira en el 2007 como lo fue en 1997. Estas son las bandas que a los niños les gustan, y el recorrido es lo suficientemente inteligente como para crecer y adaptarse a eso. Seguirá disfrutando de bandas como Bad Religion, así que no es como si estuviera perdido todas sus raíces."

## Escenarios

### Actuales
El festival cuenta con numerosos escenarios, entre los que se encuentran:
- Main Stage (existen dos escenarios principales, antiguamente conocidos como "Main Stage Left" y "Main Stage Right", pero en la edición de 2007 pasaron a llamarse "Lucky" y "13". En anteriores ediciones eran conocidos también como "Brian" y "Teal").

- The Hurley Stage
- The Hurley.com Stage
- The Smartpunk Stage
- The Ernie Ball Stage
- Hot Topic/Kevin Says Stage
- East Coast Indie Stage
- Stage Ocho (Lucky 13 Mini Ramp Stage)
- Skullcandy Mix Tent Stage
- Family Clothing Stage
- the old school stage (25/8)
- All Girl Skate Jam Stage (25/8)
- Jersey Stage (5/8)
- Union Stage (11/8-12/8)

### En el pasado
- The Volcom Stage
- The Code of The Cutz Stage
- The Shiragirl Stage
- Vagrant/Major League Baseball Stage
- The DIY Stage
- The Drive-Thru Records Stage

## Warped Tour: Discografía

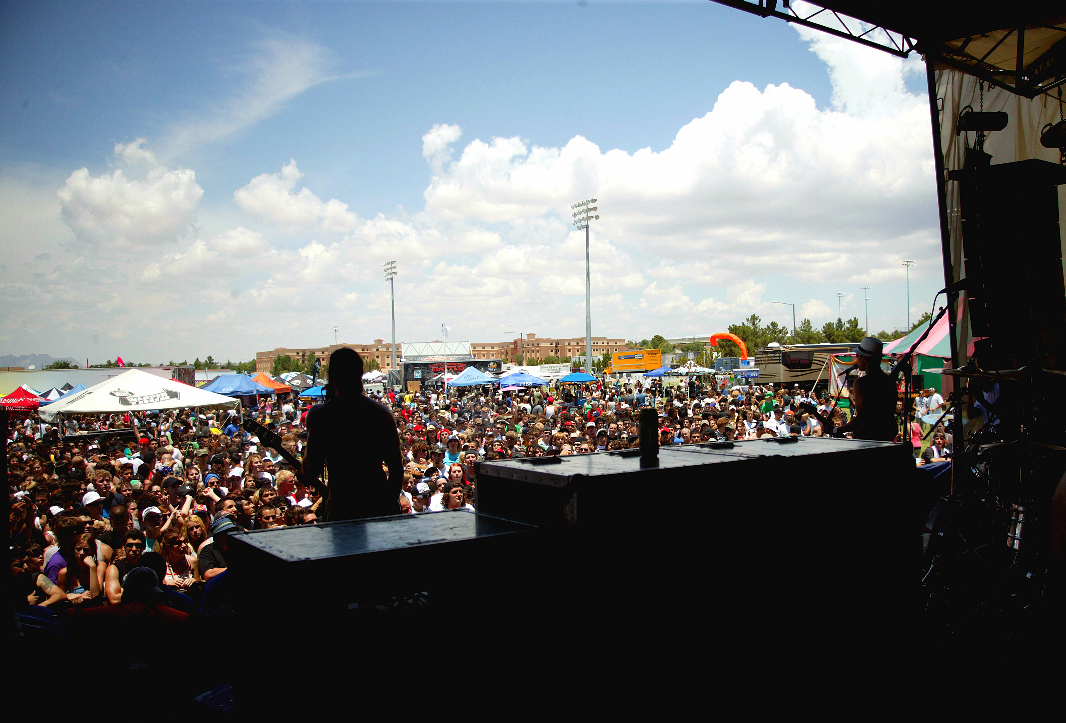
Imagen del festival durante una actuación de Pepper en 2007.

| Año  | Título                                             |
| ---- | -------------------------------------------------- |
| 1996 | Vans Warped Music Sampler 1996                     |
| 1997 | Vans Warped Tour '97 Presents Punk-O-Rama Vol. 2.1 |
| 1998 | A Compilation of Warped Music I                    |
| 1999 | A Compilation of Warped Music II                   |
| 2000 | World Warped III Live                              |
| 2001 | Vans Warped Tour Compilation 2001                  |
| 2002 | Vans Warped Tour Compilation 2002                  |
| 2003 | Vans Warped Tour Compilation 2003                  |
| 2004 | Vans Warped Tour Compilation 2004                  |
| 2005 | Vans Warped Tour Compilation 2005                  |
| 2006 | Vans Warped Tour Compilation 2006                  |
| 2007 | Vans Warped Tour Compilation 2007                  |
| 2008 | Vans Warped Tour Compilation 2008                  |
| 2009 | Vans Warped Tour Compilation 2009                  |
| 2010 | Vans Warped Tour Compilation 2010                  |
| 2011 | Vans Warped Tour Compilation 2011                  |

## Controversias
- NoFX, durante uno de los conciertos del Warped Tour en Houston en 1998, lanzó al público la recaudación de su concierto, 5.000 dólares en billetes de un dólar, porque no les pareció que el sonido del concierto fuera bueno.[8]
- Meghan Storm, líder y cantante del grupo Calentura denunció en la gira de Warped Tour de 2005 en Calgary que había sido violada. Parece ser que la noche anterior Storm estuvo tomando unas cervezas, se sintió indispuesta y no recuerda que más pasó. A la mañana siguiente cuenta que sintió dolores en la vagina acompañados de sangre. En el hospital le confirmaron que fue agredida sexualmente, ya que encontraron restos de semen y pelos en el interior de su vagina.[9]
- En 2006, nuevamente Fat Mike (NoFX) y la banda post-hardcore y metalcore, Underoath tuvieron un altercado debido a que Fat Mike comenzó a burlarse de las creencias cristianas de los miembros de Underoath. Esta banda abandonó el Warped Tour de ese año debido a ello.[10]
- La banda Guttermouth fue expulsada del Warped Tour de 2004 por insultar a My Chemical Romance, a quienes acusaron de preocuparse más de sus ropas, sus maquillajes y de hacer dinero, antes que preocuparse de mejorar sus méritos musicales.[11]
- La banda Protest the Hero, se molestaron al estar juntos con los integrantes de la banda Emanuel, principalmente por el vocalista, que dicen que estaba fumando crack.